# Manipulare psihologică

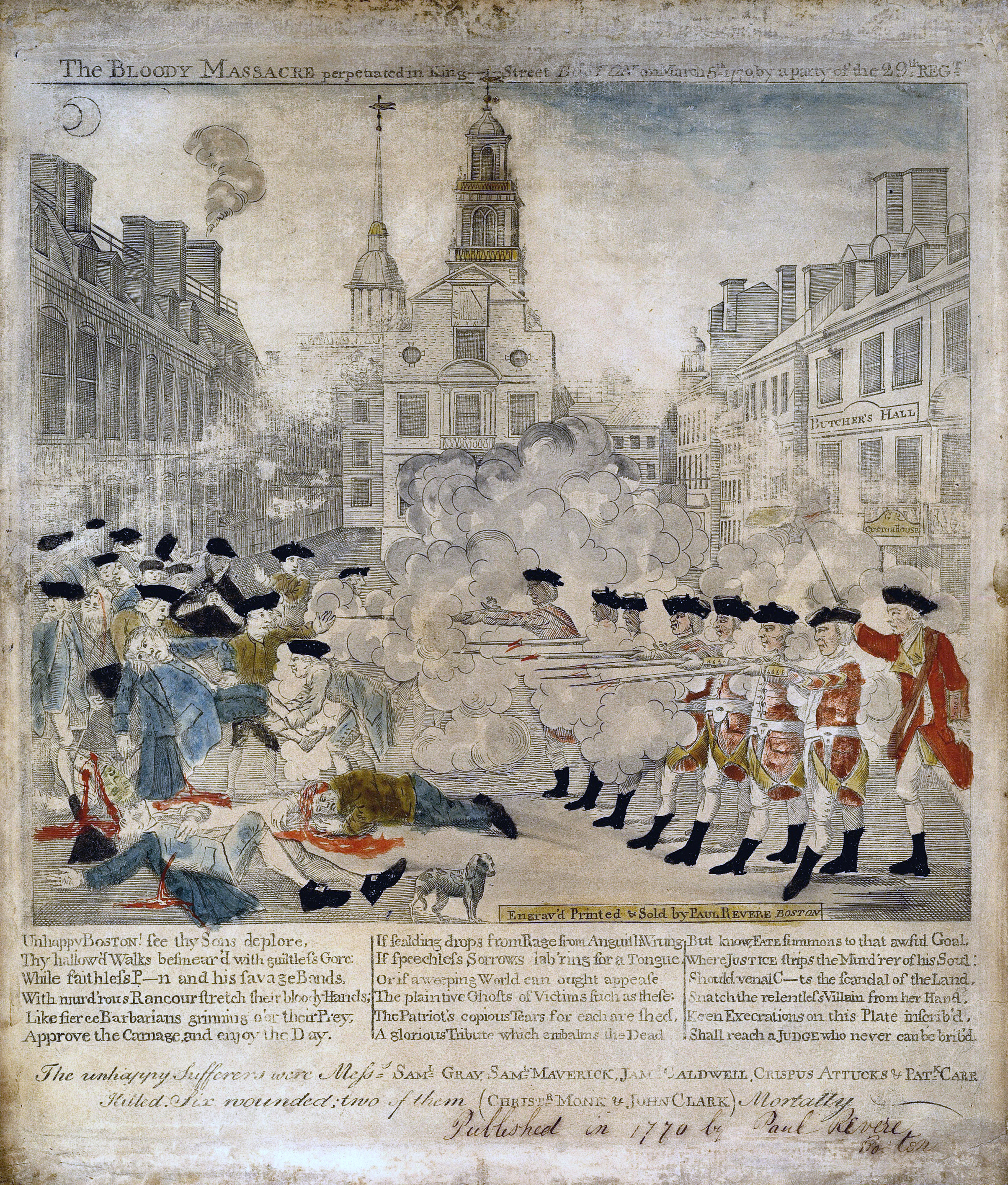
O portretizare senzaționalizată a masacrului din Boston (5 martie 1770): Astfel de imagini au fost folosite pentru a genera nemulțumirea și pentru a încuraja unitatea între coloniștii americani împotriva coroanei britanice înainte de războiul american de independență.

Manipularea psihologică este un tip de influență socială care urmărește schimbarea percepției sau comportamentului celorlalți cu ajutorul unor tactici ascunse, amăgitoare sau chiar abuzive. Pentru că manipulatorul își urmărește doar propriile interese, deseori în detrimentul altora, aceste metode pot fi considerate exploatatoare, imorale și înșelătoare.
Influența socială nu este în mod necesar negativă. De exemplu, doctorii pot încerca să convingă pacienții să renunțe la obiceiurile nesănătoase. În general, influența socială este percepută ca fiind inofensivă atunci când se respectă dreptul celui influențat de a alege. În funcție de context și motivații, influența socială poate fi considerată manipulare ascunsă.

## Cerințe pentru ca manipularea să aibă succes
După Simon, reușita manipulării psihologice are la bază următoarele componente:
1. Manipulatorul își ascunde intențiile și comportamentele agresive.
2. Manipulatorul cunoaște vulnerabilitățile psihologice ale victimei și determină ce fel de tactici ar putea fi efective.
3. Manipulatorul este de o cruzime suficientă pentru a nu da înapoi de la vătămarea victimei dacă este necesar.

În consecință, manipularea tinde să fie camuflată (relațional agresivă sau pasiv agresivă).

## Cum își controlează manipulatorii victimele

### După Braiker
Braiker a identificat următoarele moduri de bază prin care manipulatorii își controlează victimele:
- Recompensa pozitivă – include lauda, șarmul superficial, simpatia superficială (lacrimi de crocodil), cereri de scuze excesive; bani, aprobare, daruri; atenție, expresii faciale cum ar fi râsul sau zâmbetul forțat; recunoaștere publică.
- Recompensa negativă – include sâcâirea, urlatul, tratamentul silențios, intimidare, amenințări, înjurături, șantaj emotional, învinovățire, îmbufnare, plânsete și făcutul pe victima.
- Recompensa intermitentă sau parțială – Recompensa negativă parțială sau intermitentă poate crea un climat în care persistă frica și nesiguranța, un exemplu fiind atacurile teroriste. Recompensa pozitivă parțială sau intermitentă poate încuraja victima să persiste – de exemplu la majoritatea jocurilor de noroc, jucătorul câștigă bani din când în când, dar poate pierde în total.
- Pedeapsa
- Învățarea în urma unei traume – folosirea abuzului verbal, a furiei explozive sau a altui comportament intimidant pentru a stabili dominanța sau superioritatea; chiar și un singur incident care implică un asemenea comportament poate condiționa sau învăța victimele să nu-l supere/confrunte/contrazică pe manipulator.

### După Simon
Simon a identificat următoarele tehnici manipulative:
- Minciuna: Pe moment e greu de spus dacă cineva minte, deși deseori adevărul iese la iveală după un timp, când deja e prea târziu. Un mod de a reduce șansele de a fi mințit este de a înțelege că indivizii cu unele tipuri de personalitate (în special psihopații) sunt experți în arta minciunii și a trișatului, făcând frecvent aceste lucruri, deseori cu subtilitate.

- Minciuna prin omisiune: Aceasta este o formă subtilă de minciună, comisă prin omiterea unei părți semnificative din adevăr. Această tehnică se mai utilizează în propagandă.

- Negarea: Manipulatorul refuză să admită că el sau ea a făcut ceva rău.

- Justificarea: O scuză prezentată de manipulator pentru comportamentul neadecvat. Justificarea este strâns legată de spin.

- Minimizarea: Un tip de negare cuplată cu justificare. Manipulatorul spune că comportamentul lui/ei nu este atât de dăunător sau iresponsabil precum sugerează altcineva, de exemplu spunând că o insultă a fost doar o glumă.

- Atenția sau neatenția selectivă: Manipulatorul refuză să acorde atenție oricărui lucru care l-ar abate de la agenda sa, spunând lucruri cum ar fi „Nu vreau să aud”.

- Diversiunea: Manipulatorul nu acordă un răspuns direct unei întrebări directe, ci face o diversiune, direcționând conversația către un alt subiect.

- Evaziunea: Similară cu diversiunea, dar aici se oferă răspunsuri vagi, irelevante, divagații sau expresii ambigui.

- Intimidarea mascată: Manipulatorul își pune victima în defensivă folosind amenințări voalate (subtile, indirecte sau subînțelese).

- Culpabilizarea: Un tip aparte de tactică de intimidare. Un manipulator se adresează conștiinței victimei și sugerează că acesteia nu îi pasă îndeajuns, că e prea egoistă sau că o duce prea ușor. De obicei, asta face ca victima să se simtă prost, punând-o într-o poziție inferioară, provocându-i anxietate și îndoială de sine.

- Rușinarea: Manipulatorul folosește sarcasmul și ocara pentru a amplifica frica și îndoiala de sine în victimă. Manipulatorii folosesc această tactică pentru a-i face pe ceilalți să se simtă nevrednici și prin urmare, să li se supună. Tacticile de rușinare pot fi foarte subtile, de exemplu o privire aprigă, un ton al vocii neplăcut, comentarii retorice sau sarcasm subtil. Manipulatorii te pot face să te simți rușinat pentru simplul fapt că ai îndrăznit să li te opui. Este o modalitate efectivă de a crea un sentiment de inadecvare în victimă.

- Jucarea rolului de victimă ("sărmanul/a de mine"): Manipulatorul se portretizează ca fiind o victimă a circumstanțelor sau a comportamentului altcuiva pentru a provoca milă, simpatie sau compasiune. Oamenii care se ghidează în funcție de conștiință și cărora le pasă nu suportă să vadă pe nimeni suferind și manipulatorului îi este ușor să se folosescă de simpatie pentru a obține cooperare.

- Învinovățirea victimei: Aceasta este o tactică eficientă de a pune victima în defensivă, mascând totodată intenția agresivă a manipulatorului.

- Jucarea rolului de servitor: Agenda personală este mascată de pretextul servirii unei cauze nobile, de exemplu spunând că se comportă într-un anumit fel din „supunere” sau pentru că se află „în slujba lui Dumnezeu” sau a unei figuri autoritare similare.

- Seducția: Manipulatorii folosesc șarmul superficial, lauda, măgulirea sau sprijinul fățiș al altora pentru a le câștiga încrederea și loialitatea.

- Proiectarea vinii (datul vinii pe alții): Manipulatorul găsește un țap ispășitor, deseori în moduri subtile, greu de detectat.

- Simularea inocenței: Manipulatorul încearcă să sugereze că răul făcut nu a fost intenționat sau că nu a făcut lucrul de care este acuzat. Manipulatorul se poate preface surprins sau indignat. Această tactică face ca victima să se îndoiască de propria judecată sau chiar de sănătatea ei mintală.

- Simularea confuziei: Manipulatorul face pe neștiutorul, pretinzând că nu știe despre ce vorbești sau că e confuz cu privire la o problemă importantă care i-a fost adusă la cunoștință.

- Afișarea furiei: Manipulatorul exprimă furie pentru a afișa suficientă intensitate emoțională și mânie pentru a șoca victima și a o face să se supună. De fapt, manipulatorul nu este nervos, ci se preface. El vrea ceva și „se enervează” dacă nu obține lucrul respectiv.

## Vulnerabilitățile exploatate de manipulatori
După Braiker, manipulatorii exploatează următoarele vulnerabilități (puncte slabe) pe care le pot avea victimele:
- dorința de a face oamenilor pe plac
- dependența de a câștiga aprobarea și acceptarea celorlalți
- emotofobia (frica de emoții negative)
- lipsa hotărârii și a abilității de a spune „nu”
- percepție neclară a identității (granițe personale difuze)
- autosuficiență scăzută
- locus de control extern

După Simon, manipulatorii exploatează următoarele vulnerabilități pe care le pot avea victimele:
- naivitatea – victimei îi este greu să accepte ideea că unii oameni sunt șireți, necinstiți și nemiloși sau e în negare când e victimizată
- conștiinciozitate exagerată – victima este înclinată să acorde manipulatorului beneficiul îndoielii și să privească lucrurile din perspectiva acestuia, în care dă vina pe victimă
- încredere în sine scăzută – victima se îndoiește de sine, lipsindu-i încrederea și hotărârea, existând o probabilitate mare de a intra în defensivă foarte repede
- intelectualizare – victima încearcă din greu să înțeleagă manipulatorul și crede că acesta are un motiv întemeiat pentru care se comportă așa
- dependență emoțională – victima are o personalitate dependentă sau docilă. Cu cât victima este mai dependentă emoțional, cu atât este mai vulnerabilă în fața manipulării sau exploatării.

După Kantor, oamenii care prezintă următoarele carecteristici sunt vulnerabili în fața manipulatorilor psihopați:
- încredere exagerată – oamenii onești presupun adesea că și ceilalți sunt onești. Se bazează pe oameni pe care abia îi cunosc, fără să le verifice competența etc. Aceștia se îndoiesc rareori de așa-zișii experți.
- altruism exagerat  – opusul psihopatului, prea onești, prea corecți, prea empatici
- impresionabilitate – sunt seduși repede de cei cu șarm superficial. De exemplu, votează pentru politicianul mincinos care pupă copiii.
- naivitate – nu pot crede că în lume există oameni necinstiți pentru că dacă ar fi, nu ar fi lăsați să acționeze
- masochism – le lipsește respectul de sine și îi lasă inconștient pe psihopați să profite de ei, crezând că o merită din cauza unui sentiment de vinovăție
- lăcomie – cei lacomi și neonești pot cădea pradă unui psihopat care îi convinge ușor să facă ceva imoral
- imaturitate – au o judecată defectuoasă, cred afirmațiile exagerate ale reclamelor
- materialism exagerat – o pradă ușoară pentru cămătari sau cei care se ocupă cu scheme de îmbogățire rapidă
- dependență psihologică – cei dependenți simt nevoia să fie iubiți și prin urmare sunt predispuși să accepte ceva ce ar trebui să refuze
- singurătate – oamenii singuri pot accepta orice formă de contact cu oamenii. Un străin psihopat poate oferi companie umană, dar cu un anumit preț.
- narcisism – narcisiștii sunt înclinați să cadă pradă laudelor nemeritate
- impulsivitate – aceștia iau decizii în grabă, de exemplu ce să cumpere sau cu cine să se căsătorească, fără a-i consulta pe ceilalți
- frugalitate exagerată – nu pot refuza o afacere chiar dacă cunosc motivul pentru care ies atât de ieftin
- bătrânețea – cei în vârstă pot deveni istoviți și mai puțin capabili de a se ocupa de mai multe lucruri odată. Când primesc o ofertă, e mai puțin probabil să se gândească că ar putea fi o înșelătorie. Sunt predispuși să ofere bani unei persoane care are o poveste tristă. Vezi abuzul de bătrâni.

## Motivațiile manipulatorilor
Manipulatorii au trei motivații posibile:
- Nevoia de a-și atinge scopurile și de a câștiga cu orice cost.
- O nevoie puternică de a avea sentimente de putere și superioritate față de ceilalți.
- Nevoia de a fi în control.

## Condiția psihologică a manipulatorilor
Manipulatorii pot avea oricare din următoarele condiții psihologice:
- personalitate machiavelică
- tulburare de personalitate narcisică
- tulburare de personalitate borderline
- tulburare de personalitate anxioasă
- tulburare de personalitate dependentă
- tulburare de personalitate histrionică
- comportament pasiv-agresiv
- personalitate de tip A
- tulburare de personalitate antisocială

## Strategia manipulativă de bază a unui psihopat
După Hare și Babiak, psihopații se află tot timpul în căutare de oameni pe care să-i înșele. Abordarea psihopatului include trei faze:

### 1: Faza de evaluare
Unii psihopați sunt prădători oportuniști și agresivi care vor profita de aproape orice persoană pe care o întâlnesc, în timp ce alții sunt mai răbdători, așteptând victima perfectă. În ambele cazuri, psihopatul analizează constant utilitatea potențială a unui individ - ca sursă de bani, putere, sex sau influență. Unor psihopați le place o provocare, în timp ce alții vânează persoane vulnerabile. În timpul fazei de evaluare, psihopatul este capabil să determine punctele slabe ale potențialei victime, pe care le va folosi pentru a seduce.

### 2: Faza de manipulare
Odată ce psihopatul a identificat o victimă, începe faza de manipulare. În timpul acesteia, psihopatul își poate asuma un rol, o mască special creată pentru a „prinde” la victima respectivă. Un psihopat va minți pentru a câștiga încrederea victimei. Lipsa de empatie și vinovăție a psihopaților le permite să mintă fără probleme; ei  nu văd nicio valoare în a spune adevărul decât dacă îi ajută să obțină ceea ce vor.
Pe măsură ce interacționează cu victima, psihopatul evaluează cu grijă personalitatea acesteia. Ea îi oferă o imagine a trăsăturilor și caracteristicilor victimei. Unui observator atent, personalitatea victimei poate dezvălui insecurități sau slăbiciuni pe care aceasta vrea să le minimizeze sau să le ascundă. Ca student pasionat al comportamentului uman, psihopatul va testa cu grijă tăria interioară și nevoile care fac parte din eul intim al victimei și eventual va construi o relație personală cu aceasta.
Personajul pe care îl joacă psihopatul – „personalitatea” cu care victima are o relație – nu există în realitate. Este construit din minciuni întrețesute cu grijă pentru a prinde victima în plasă. Este o mască, una din mai multe, creată de psihopat pentru a se potrivi cu nevoile psihologice și așteptările victimei. Victimizarea are un caracter de pradă; duce adesea la un sever prejudiciu financiar, fizic sau emoțional. Relațiile adevărate, sănătoase, sunt construite pe respect și încredere reciprocă; se bazează pe schimbul onest de idei și sentimente. Convingerea greșită a victimei că legătura cu psihopatul are oricare din aceste caracteristici este motivul pentru care acesta are succes.

### 3: Faza de abandonare
Faza de abandonare începe atunci când psihopatul decide că victima nu îi mai este de folos. Psihopatul/psihopata își abandonează victima și trece la alta. De obicei, în cazul relațiilor romantice, un psihopat își va asigura relația cu victima următoare înainte de a o abandona pe cea actuală. Câteodată, în această fază psihopatul are trei persoane cu care jonglează:
- cea abandonată recent, pe care o păstrează în cazul în care nu îi merge cu celelalte două;
- cea pe care o manipulează în prezent și care este pe cale de a fi abandonată;
- a treia persoană, care este ademenită de psihopat anticipând abandonarea victimei actuale.

Abandonarea poate avea loc subit și fără ca victima să știe că psihopatul căuta pe altcineva. Nu vor exista scuze, sau cel puțin nu unele sincere, pentru răul și durerea pe care o provoacă.

## Alte referințe

### Cărți
- Alessandra, Tony. Non-Manipulative Selling (1992)
- Barber, Brian K. Intrusive Parenting: How Psychological Control Affects Children and Adolescents (2001)
- Bowman, Robert P.; Cooper, Kathy; Miles, Ron; & Carr, Tom. Innovative Strategies for Unlocking Difficult Children: Attention Seekers, Manipulative Students, Apathetic Students, Hostile Students (1998)
- Bursten, Ben. Manipulator: A Psychoanalytic View (1973)
- Crawford, Craig. The Politics of Life: 25 Rules for Survival in a Brutal and Manipulative World (2007)
- Forward, Susan. Emotional Blackmail (1997)
- Klatte, Bill & Thompson, Kate. It's So Hard to Love You: Staying Sane When Your Loved One Is Manipulative, Needy, Dishonest, or Addicted (2007)
- McCoy, Dorothy. The Manipulative Man: Identify His Behavior, Counter the Abuse, Regain Control (2006)
- McMillan, Dina L. But He Says He Loves Me: How to Avoid Being Trapped in a Manipulative Relationship (2008)
- Sasson, Janet Edgette. Stop Negotiating With Your Teen: Strategies for Parenting Your Angry, Manipulative, Moody, or Depressed Adolescent (2002)
- Stern, Robin. The Gaslight Effect: How to Spot and Survive the Hidden Manipulation Others Use to Control Your Life (2008)
- Swihart, Ernest W. Jr. & Cotter, Patrick. The Manipulative Child: How to Regain Control and Raise Resilient, Resourceful, and Independent Kids (1998)

### Jurnale academice
- Aglietta M, Reberioux A, Babiak P. "Psychopathic manipulation in organizations: pawns, patrons and patsies", in Cooke A, Forth A, Newman J, Hare R (Eds), International Perspectives and Psychopathy, British Psychological Society, Leicester, pp. 12–17. (1996)
- Aglietta, M.; Reberioux, A.; Babiak, P. "Psychopathic manipulation at work", in Gacono, C.B. (Ed), The Clinical and Forensic Assessment of Psychopathy: A Practitioner's Guide, Erlbaum, Mahwah, NJ, pp. 287–311. (2000)
- Bursten, Ben. "The Manipulative Personality", Archives of General Psychiatry, Vol 26 No 4, 318-321 (1972)
- Buss DM, Gomes M, Higgins DS, Lauterback K. "Tactics of Manipulation", Journal of Personality and Social Psychology, Vol 52 No 6 1219-1279 (1987)
- Hofer, Paul. "The Role of Manipulation in the Antisocial Personality", International Journal of Offender Therapy and Comparative Criminology, Vol. 33 No 2, 91-101 (1989)